# GQ Lupi
GQ Lupi är en dubbelstjärna belägen i den norra delen av stjärnbilden Vargen. Den har en lägsta skenbar magnitud av ca 11,40 och kräver ett teleskop för att kunna observeras. Baserat på parallax enligt Gaia  Data Release 2 på ca 6,59 mas beräknas den befinna sig på ett avstånd av ca 495 ljusår (ca 152 parsec) från solen. Den rör sig närmare solen med en heliocentrisk radialhastighet av ca -3,5 km/s.

## Egenskaper

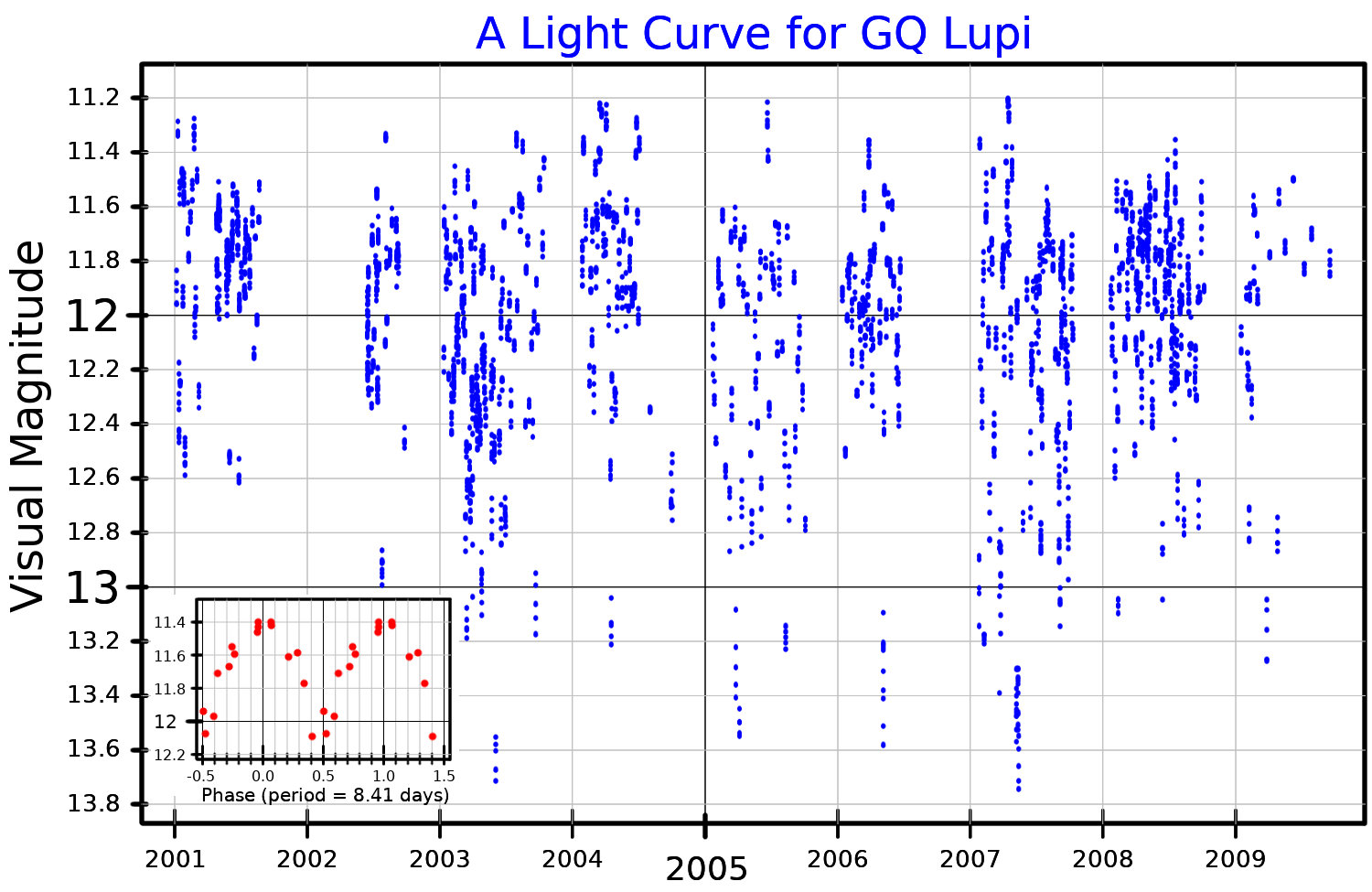
Ljuskurva i visuella bandet för GQ Lupi, plottad från ASAS-data, visar den långsiktiga variabiliteten, och den infällda plotten (anpassad från Broeg et al.) visar den kortsiktiga periodiska ljusstyrkans variation.

Primärstjärnan GQ Lupi A är en orange till röd stjärna i huvudserien av spektralklass K7 V. Den har en massa av ca 0,7 solmassa, en radie av ca 1,8 solradie och utsänder energi från dess fotosfär motsvarande ca  0,85 gånger solen vid en effektiv temperatur av ca 4&nbs;100 K.
År 2020 upptäcktes en följeslagare med liten massa till GQ Lupi på ett separationsavstånd av cirka 16 bågsekunder, eller 2 400 AE. Betecknad 2MASS J15491331-3539118 under 2MASS-katalogen är det troligen ett ungt stjärnobjekt som är gravitationsbundet till primärstjärnan. Stjärnan uppskattas ha en massa av ca 15 procent av solens massa och en radie av 21 procent av solens radie. Den har en effektiv temperatur på ca 3 190 K, vilket anger att de är en röd dvärg med spektraltypen M4.

## Möjligt planetsystem

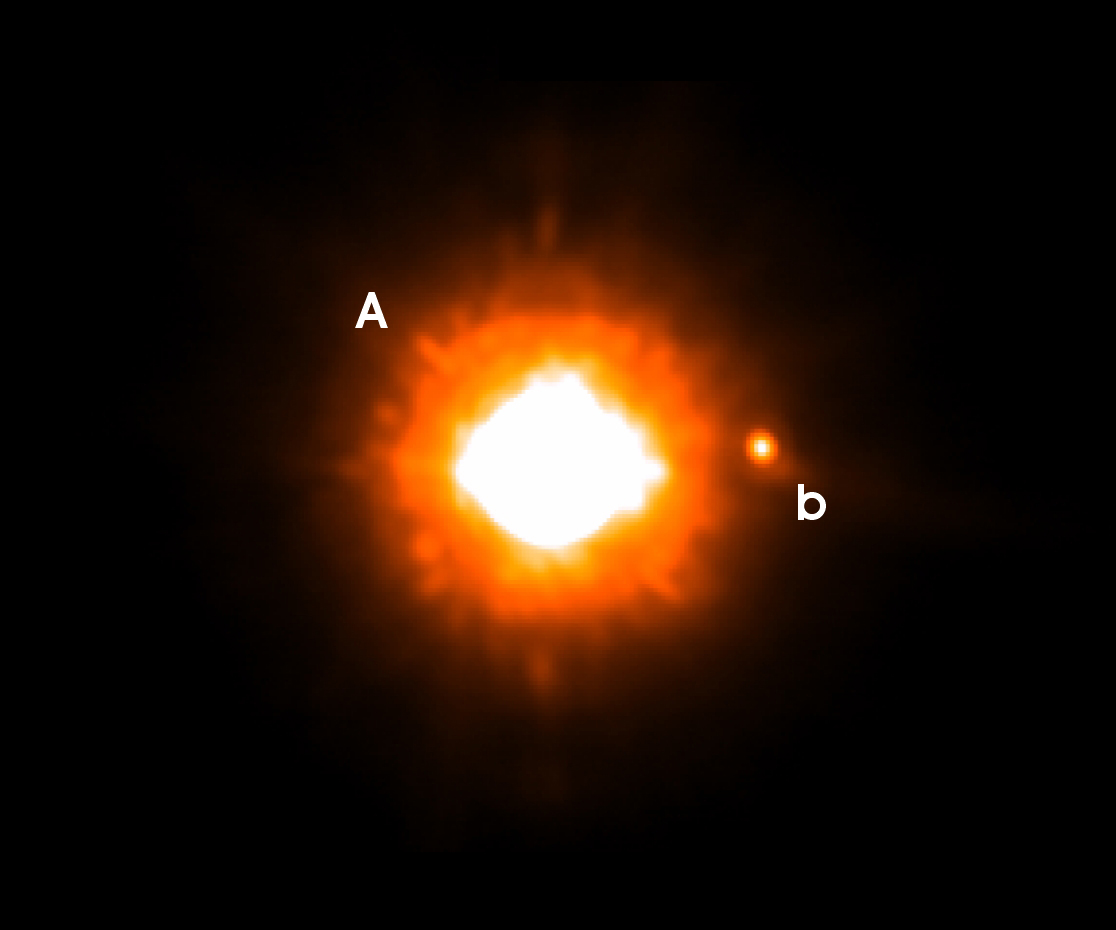
VLT NACO-bild, tagen i Ks-bandet, av GQ Lupi. Den svaga ljuspunkten till höger om stjärnan är den nyfunna kalla följeslagaren. Den är 250 gånger svagare än stjärnan själv och den ligger 0,73 bågsekund västerut. På avståndet från GQ Lupi motsvarar detta ett avstånd på ungefär 100 AE. Norr är upp och öst är till vänster.

År 2005 rapporterade Ralph Neuhäuser et al. att ett substellärt objekt, GQ Lupi b, kretsar kring stjärnan. Tillsammans med 2M1207b var detta en av de första tänkbara exoplaneterna som direktavbildats. Bilden gjordes med VLT-teleskopet vid Paranal Observatory, Chile, den 25 juni 2004. Beroende på dess massa och definitionen av en planet kan GQ Lupi b anses vara en planet eller inte. År 2006 beskrev International Astronomical Union Working Group on Extrasolar Planets GQ Lupi b som en "möjlig planetarisk följeslagare till en ung stjärna." GQ Lupi b har 2020 listats som "bekräftad planet". Gjorda observationer har avgränsat planetens massa till 1 - 36 MJ och dess separation från stjärnan till 103 ± 37 AE.